# هتل گرافتون
هتل گرافتون (به انگلیسی: Grafton Hotel) یک هتل است که در خیابان تاتنهام کورت شهر لندن در انگلستان قرار دارد. این هتل مجموعاً ۳۳۰ اتاق دارد. در طول جنگ جهانی دوم، از هتل گرافتون به عنوان مقر موقت برای وزارت غذا استفاده می‌شد.